# Barrio Unión (General Fernández Oro)
Barrio Unión es una localidad argentina ubicada en el municipio de General Fernández Oro, Departamento General Roca, Provincia de Río Negro. 

## Ubicación
Se encuentra en cercanías del río Negro, 5 km al sur de la cabecera municipal.

## Población
Cuenta con 106 habitantes (Indec, 2010), lo que representa un incremento del 10% frente a los 96 habitantes (Indec, 2001) del censo anterior.